# Линзенхофф, Анн-Катрин
Анн-Катрин Линзенхофф (нем. Ann-Kathrin Linsenhoff; род. 1 августа 1960, Дюссельдорф) — немецкая наездница (выездка), олимпийская чемпионка, двукратная чемпионка мира, трёхкратная чемпионка Европы в командной выездке. Посол доброй воли ЮНИСЕФ.

## Биография
Анн-Катрин родилась в 1960 году в Дюссельдорфе в семье наездницы и будущей двукратной олимпийской чемпионки Лизелотт Линзенхофф, урождённой Шиндлинг, и Фрица Линзенхоффа. Она с детства занималась конным спортом. В 1981 году Анн-Катрин завоевала серебряную медаль на юношеском чемпионате Германии по выездке. На юношеском чемпионате Европы в Роттердаме в том же году она заняла первое место в командной выездке и третье место в личном зачёте.
Линзенхофф окончила ветеринарное образование в Гисенском университете в 1987 году. Тогда же на чемпионате Европы по выездке Линзенхофф победила в командной выездке в составе сборной ФРГ и заняла второе место в личной выездке, уступив француженке Маргит Отто-Крепен. Команда ФРГ вновь победила на летних Олимпийских играх 1988 года в Сеуле.
На чемпионате Европы по выездке 1989 года в Мондорф-ле-Бене Линзенхофф победила в командной выездке в составе сборной ФРГ и завоевала бронзовую медаль в личной выездке. Как представительница Германии она побеждала в командной выездке на чемпионате мира по выездке 1990 и 2002 годов и чемпионате Европы 2005 года. В 2007 году Линзенхофф объявила о завершении спортивной карьеры из-за проблем со здоровьем.
С 2002 года Линзенхофф стала послом доброй воли ЮНИСЕФ. Она основала фонд Ann-Kathrin-Linsenhoff-Stiftung-für-UNICEF, который поддерживает образовательные и медицинские проекты в Сирии, Ливане, Камбодже и Южном Судане. В 2007 году она пожертвовала ХДС в общей сложности 65 000 евро, что стало одним из крупнейших пожертвований того года от частного лица.
1 января 2008 года Анн Катрин Линзенхофф стала председателем фонда Deutsche Sporthilfe Foundation, однако ушла в отставку в сентябре из-за разногласий с Наблюдательным советом. С апреля 2008 года она является заместителем председателя ЮНИСЕФ в Германии.
В 1989 году Анн-Катрин вышла замуж за Михаэля Крота, брак распался в 1999 году. С 2000 года она работала с инструктором по верховой езде у Клауса Мартина Рата, отца конника Маттиаса Александра Рата. Они поженились в 2004 году. У Анн-Катрин двое детей.
В 1988 году Линзенхофф была награждена Серебряным лавровым листом. В 2011 году она была удостоена креста заслуг на ленте ордена «За заслуги перед Федеративной Республикой Германия».